# Lullaby (film, 2010)
Pour les articles homonymes, voir Lullaby.
Pour plus de détails, voir Fiche technique et Distribution.
Lullaby (Lullaby for Pi) est un film franco-canadien réalisé par Benoît Philippon, sorti le 1er décembre 2010.

## Synopsis
Sam, libraire le jour et musicien la nuit, perd la femme de sa vie, Josephine, et de fait, le sens de son existence.
Jusqu’à sa rencontre incongrue et quelque peu loufoque avec une jeune femme mystérieuse, Pi, qui devient synonyme de renaissance : pendant que Sam reprend goût à la vie et à la musique, Pi déchiffre la part du mystère qu’elle porte en elle.
Une étrange relation se noue entre eux à travers la porte d’une salle de bains … absurdité et beauté des hasards de la vie à New York…

## Fiche technique
- Titre : Lullaby
- Titre international : Lullaby for Pi
- Réalisation : Benoît Philippon
- Scénario : Benoît Philippon
- Musique : George Acogny et Laurent Eyquem
- Photographie : Michel Amathieu
- Montage : Frédéric Thoraval
- Production : Kevin DeWalt, Jean-Charles Levy et Christine Vachon
- Société de production : Forecast Pictures et Minds Eye Entertainment
- Société de distribution : Rézo Films (France)
- Pays :  France et  Canada
- Genre : drame
- Durée : 98 minutes
- Dates de sortie : 
  -  France : 1er décembre 2010

## Distribution
- Rupert Friend (VF : Thibaut Belfodil) : Sam
- Clémence Poésy (VF : elle-même) : Pi
- Matt Ward (VF : Jean-Baptiste Anoumon) : William
- Forest Whitaker (VF : Thierry Desroses) : George
- Sarah Wayne Callies : Josephine
- Colin Lawrence (VF : Mohad Sanou) : Jack
- Dewshane Williams : Mo
- Andre Richards : Lil' Twig
- Julian Christopher (VF : Saïd Amadis) : Richard
- Benjamin Ayres : Sonny
- Amy Matysio : Mary
- Ian Brodland : Jimmy
- Vivian Ng : Faye
- Martin Roach (VF : Bruno Henry) : le père
- Lisa Horner : la directrice
- Cavan Cnningham : un client
- Bill Gardiner (VF : Gérard Darier) : le voisin de Pi
- Shane Bellegarde : la voisine de Sam
- Troy Skog : un voisin
- Charlie Winston : lui-même (caméo)
- Sandy Kellerman : la narratrice

 Source et légende : version française (VF) sur RS Doublage et selon le carton du doublage français sur le DVD zone 2.

## Musique
Le film est basé sur la musique jazz. En plus des chansons écoutées dans l'appartement de Sam, on retrouve les chansons suivantes (qui composent le CD de la BO du film)
1. My Blues Ain't Blue (Rupert Friend)
2. Declaration (Rupert Friend)
3. Loveville (Debbie Davis)
4. Little Sister (Rupert Friend)
5. I Saw an Angel (Sarah Wayne Callies)
6. Secret Girl (Charlie Winston)
7. On The Rooftop (George Acogny)
8. Rap-A-Cito (Debbie Davis)
9. Checkin Him Out (George Acogny)
10. In Your Hands (Live at Regina 2009) (Charlie Winston)
11. George's Love Dance (Kamil Rustam, George Acogny)
12. Main Mood (Kipp Lennon)
13. Suddenly You Walked In (Rupert Friend, Clémence Poésy)
14. Beautiful You (George Acogny)
15. Behind The Fairy's Door (George Acogny)
16. I'm In Love With A Bathroom (Rupert Friend)
17. Feeling Senses (George Acogny, Adam Balazs)

Il est possible de remarquer l'apparition de Charlie Winston dans le film. En 2011, Charlie Winston sort son nouveau single Secret Girl avec la participation de MyMajorCompany (Grégoire, Joyce Jonathan, Irma...) pour lancer la Bande Originale BO Lullaby.
Dans cette comédie sentimentale, poétique et pleine d'espoir, la musique est un personnage à part entière. Tout au long de Lullaby, qui signifie « berceuse », les personnages évoluent, se cherchent et s'aiment, en rythme avec une bande originale omniprésente et de grande qualité. L'implication artistique d'un auteur compositeur interprète tel que Charlie Winston nous a autant convaincu que le sublime album réalisé par George Acogny, grande pointure de la musique de films à Hollywood.